# Girogonito

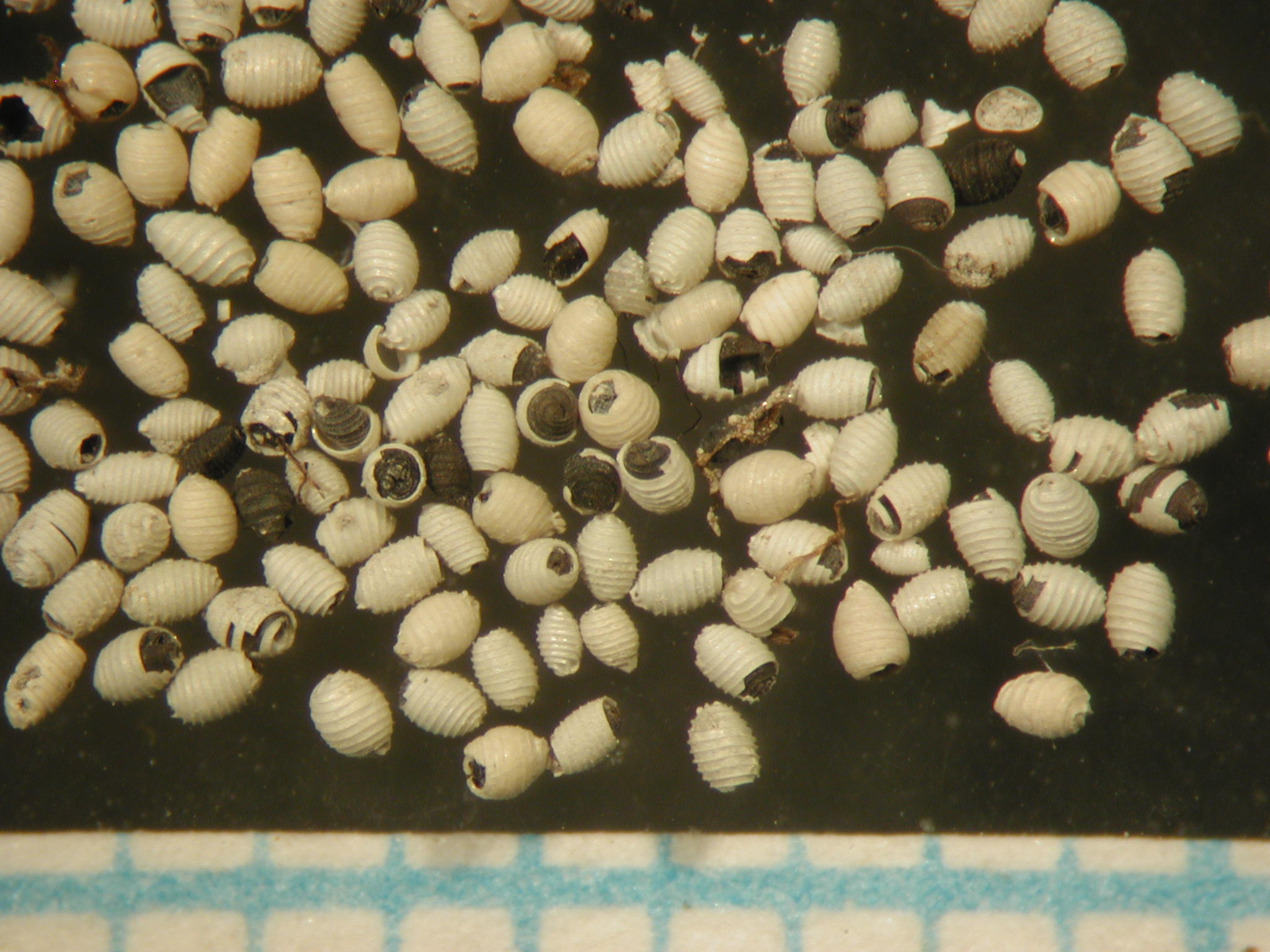
Girogonitos del Holoceno.

Se denominan girogonitos a las partes calcificadas de los oogonios de las algas de la Clase Charophyceae. Su diámetro suele oscilar entre 400 y 600 µm. Se pueden conservar como fósiles, siendo útiles en bioestratigrafía. Se han establecido biozonas en el Mesozoico y el Terciario a partir de fósiles de girogonitos. El primer científico en emplear el término fue Lamarck en 1809, aunque no se asoció estas estructuras con las algas carofíceas hasta el año 1822, después de que Leman lo propusiera en 1812.